# Pupilla ficulnea
Pupilla ficulnea é uma espécie de gastrópode da família Pupillidae.
É endémica da Austrália.